# Nicole Avril
Nicole Avril (15 agosto 1939) è un'attrice e scrittrice francese.
Dopo aver studiato lettere moderne a Lione, si trasferisce nel nord del paese dove insegna e esercita la professione di modella e attrice. Dopo i suoi due primi romanzi, L'Eté de la Saint-Valentin  e Les Gens de Misar, pubblicati entrambi nel 1972, ottiene un certo riconoscimento che gli valgono il premio Le Prix des Quatre Jurys.
Notizie bio-bibliografiche sulla Avril sono reperibili presso il volume La Condition littéraire La double vie des écrivains Éditions La Découverte (2006) di Bernard Lahire e Géraldine Bois

## Opere
- Dernière mise en scène (Ultima messa in scena) (Plon et Pocket 2005)
- Le Regard de la grenouille (Lo sguardo della ranocchia) (Plon 2003, Pocket 2005)
- Contes pour rêver (Racconti per sognare) (Piccolia 2001)
- Le Roman du visage (Il romanzo del viso) (Plon 2000)
- Le Roman d'un inconnu (Il romanzo di uno sconosciuto (Grasset 1998)
- Une Personne déplacée (Una persona spostata) (Grasset 1996, LGF-Livre de Poche 1998)
- Il y a longtemps que je t'aime (Flammarion 1991, J'ai Lu 1993)
- Sur la peau du diable (Sulla pelle del diavolo) (Flammarion 1987, J'ai Lu 1989)
- La Première alliance (La prima alleanza) (Flammarion 1986, J'ai Lu 1987)
- Jeanne (Flammarion 1984, J'ai Lu 1985)
- La Disgrâce (La disgrazia) (Albin Michel 1980, J'ai Lu 1982)
- Monsieur de Lyon (Signore di Lione) (Albin Michel 1979, J'ai Lu 1980)
- Le Jardin des absents (Il giardino degli assenti) (Albin Michel 1977 Livre de poche 1979)
- Les Remparts d'Adrien (Albin Michel 1975), tiré d'un téléfilm dont elle est l'auteur
- Les Gens de Misar (Le genti di Misar) (Albin Michel 1972), Prix des Quatre-Jurys
- L'Eté de la Saint-Valentin (L'estate della Saint Valentin) (Pauvert 1972, Livre de poche 1975)